# Tito Legrenzi
Tito Legrenzi (Bergamo, 7 agosto 1898 – ...) è stato un calciatore italiano, di ruolo centrocampista.
Avendo devoluto diverse centinaia di milioni di lire a fini benefici, gli fu intitolata una via nel centro cittadino di Bergamo dopo la sua morte.

## Caratteristiche tecniche
Era un centrocampista utilizzato su entrambe le fasce.

## Carriera
Cresce nell'Atalanta con cui debutta in Prima Categoria nel 1920.
Con i colori neroazzurri disputa sei stagioni, con una ventina di presenze accertate, anche se si presume possano essere di più, a causa della carenza di archivi storici.
Al termine della carriera di calciatore ricopre il ruolo di Presidente del Comitato U.L.I.C. di Bergamo, meritandosi la stima dell'ambiente sportivo locale; ricoprirà questa carica per due stagioni, dal 1924 al 1926.

## Palmarès

### Club

#### Competizioni nazionali
- Seconda Divisione: 1

Atalanta: 1922-1923